# Río Azibo
 El río Azibo es un río portugués en la cuenca del río Duero. Nace en las montañas de Nogueira, cerca de la localidad de Rebordainhos, en el municipio de Braganza, en el noreste de Portugal. A lo largo de sus 50 kilómetros de longitud, atraviesa el municipio de Macedo de Cavaleiros, donde en 1982 se construyó una presa de tierra cerca del lugar de Santa Combinha (embalse del Azibo). El río Azibo tiene su desembocadura cerca del lugar de Lagoa (municipio de Macedo de Cavaleiros), en la margen derecha del río Sabor, que es un afluente del río Duero.